# Gyászos csuk
A gyászos csuk (Saxicola caprata) a madarak osztályának a verébalakúak (Passeriformes) rendjéhez és a  légykapófélék (Muscicapidae) családjához tartozó faj.

## Rendszerezése
A fajt Carl von Linné svéd természettudós írta le 1847-ben, a Motacilla nembe Motacilla Caprata néven.

## Alfajai
- Saxicola caprata rossorum (Hartert, 1910) - Irán északkeleti része, Türkmenisztán, Üzbegisztán, Kazahsztán, Tádzsikisztán és Afganisztán területén költ, Délnyugat-Ázsia a telelőterülete
- Saxicola caprata bicolor (Sykes, 1832) - Irán délkeleti része, Pakisztán és India északi része valamint Nepál és Bhután területén költ, telelőterülete India középső és déli részén van.
- Saxicola caprata burmanicus (E. C. S. Baker, 1922) - India középső és délkeleti része, Banglades, Mianmar, Kína déli része, Thaiföld, Vietnám, Laosz, Kambodzsa és Malajzia
- Saxicola caprata nilgiriensis (Whistler, 1940) - a Nyugati-Ghátok és a Nilgiri-hegység, India délnyugati részén
- Saxicola caprata atratus (Blyth, 1851) - Srí Lanka
- Saxicola caprata caprata (Linnaeus, 1766) - Luzon és Mindoro
- Saxicola caprata randi (Parkes, 1960) - a Fülöp-szigetek középső részén Panay, Negros, Cebu, Bohol és Siquijor szigeteken
- Saxicola caprata anderseni (Salomonsen, 1953) - Fülöp-szigetek délkeleti részén Leyte és Mindanao
- Saxicola caprata fruticola (Horsfield, 1821) - Jáva, Bali és a Kis-Szunda-szigetek nyugati és középső szigetei (Lombok, Sumbawa és Flores)
- Saxicola caprata pyrrhonotus (Vieillot, 1818) - a Kis-Szunda-szigetek keleti szigetei (Wetar, Kisar, Timor, Savu, Roti)
- Saxicola caprata francki (Rensch, 1931) - Sumba
- Saxicola caprata albonotatus (Stresemann, 1912) - Celebesz
- Saxicola caprata cognatus (Mayr, 1944) - Babar sziget
- Saxicola caprata aethiops (P. L. Sclater, 1880) - Új-Guinea északi része és a Bismarck-szigetek
- Saxicola caprata belensis (Rand, 1940) - Új-Guinea nyugati és középső része
- Saxicola caprata wahgiensis (Mayr & Gilliard, 1951) - Új-Guinea keleti része

## Előfordulása
Afganisztán, Banglades, Bhután, Brunei, az Egyesült Arab Emírségek a Fülöp-szigetek, Kína, India, Indonézia, Irán, Irak, Izrael, Japán, Kambodzsa, Kazahsztán, Kelet-Timor, Laosz, Malajzia, Mianmar, Nepál, Omán, Pakisztán, Pápua Új-Guinea, Szaúd-Arábia, Srí Lanka, Tádzsikisztán, Thaiföld, Türkmenisztán, Üzbegisztán és Vietnám területén honos. 
Természetes élőhelyei a mérsékelt övi gyepek és cserjések, szubtrópusi vagy trópusi gyepek szavannák és bozótvidék, lápok és mocsarak környékén, valamint ültetvények, szántóföldek és vidéki kertek. Vonuló faj.

## Megjelenése
Testhossza 14 centiméter, szárnyfesztávolsága 21-23 centiméter, testtömege 13-17 gramm.
|  |  |

## Természetvédelmi helyzete
Az elterjedési területe rendkívül nagy, egyedszáma pedig stabil. A Természetvédelmi Világszövetség Vörös listáján nem fenyegetett fajként szerepel.